# Heliona ostroga
Heliona ostroga är en insektsart som först beskrevs av Irena Dworakowska 1981.  Heliona ostroga ingår i släktet Heliona och familjen dvärgstritar.
Artens utbredningsområde är Nigeria. Inga underarter finns listade i Catalogue of Life.